# Verneukberg
Der Verneukberg ist ein markanter Berg der Hunsberge am rechten Unterlauf des Fischflusses in Namibia. Mit einer Höhe von rund 857 m überragt er den Fischfluss-Canyon um rund 700 Meter. Der Berg liegt rund 30 km südwestlich von ǀAi-ǀAis und rund 7 km nördlich der Mündung des Fischflusses in den Oranje.

## Anmerkung
1. ↑  Anmerkung: Dieser Artikel enthält Schriftzeichen aus dem Alphabet der im südlichen Afrika gesprochenen Khoisansprachen. Die Darstellung enthält Zeichen der Klicklautbuchstaben ǀ, ǁ, ǂ und ǃ. Nähere Informationen zur Aussprache langer oder nasaler Vokale oder bestimmter Klicklaute finden sich z. B. unter Khoekhoegowab.